# Іоанна Кафеці
Яннула «Іоанна» Кафеці (грец. Γιαννούλα „Ιωάννα“ Καφετζή; (30 травня 1976 , Неа-Іонія )) — грецька легкоатлетка, що спеціалізується на спринті та стрибках у довжину. Кафеці завоювала бронзову медаль у складі жіночої естафети 4 по 100 метрів на Середземноморських іграх 2001 року в Тунісі. Надалі вона зосередилася на змаганнях зі стрибків у довжину, ставши учасницею на домашніх літніх Олімпійських іграх 2004 року. За свою спортивну кар'єру Кафеці показала особистий рекорд 6,71 метра у стрибках в довжину на міжнародному турнірі в Ханьї.

## Біографія
Яннула Кафеці народилася 30 травня 1976 року у грецькому місті Неа-Іонія на Фессалії.

## Кар'єра

### Олімпійські ігри
Іоанна Кафеці, разом із Стіліани Пілату та Нікі Ксанту, брала участь у стрибках у довжину на домашніх для себе літніх Олімпійських іграх 2004 року в Афінах. За два місяці до Ігор вона стрибнула на 6,71 метра, встановивши свій особистий рекорд. Це сталося на міжнародних змаганнях у Ханьї. Результат Іоанни дозволив виконати норматив для участі на Олімпійських іграх, завдяки чому вона увійшла до складу збірної Греції. Під час попередніх змагань в Афінах Кафеці порадувала рідних глядачів стрибком на 6,49 метра з першої спроби. Однак, два наступних стрибка не вийшли: у другому спортсменка заступила, а третій виявився слабкіше першого. Кафеці посіла у кваліфікації лише сімнадцяте місце, і для потрапляння до числа дванадцяти фіналісток їй не вистачило шести сантиметрів.

### Чемпіонат світу 2005
Іоанна Кафеці представляла Грецію на чемпіонаті світу з легкої атлетики 2005 року, але знову не вийшла до фінального раунду. Кафеці виступала у кваліфікаційній групі B, посівши 11-е місце з результатом 6,31 метра у другій спробі, тоді як перша і третя виявилися невдалими.